# Eurhynchium rivale
Eurhynchium rivale là một loài Rêu trong họ Brachytheciaceae. Loài này được (Hampe) E.B. Bartram mô tả khoa học đầu tiên năm 1954.